# 블레이블루
《블레이블루》(영어: BlazBlue, 일본어: ブレイブルー 브레이브루[*])란 아크 시스템 웍스(ARC System Works)에서 제작・에이엠아이가 판매하는 2D 대전 격투 게임 시리즈를 말한다. 2008년 11월 20일에 첫 시리즈가 일본 전역 게임 센터에서 개시하였다. 2012년 8월까지 집계된 시리즈 총 판매량은 170만 장이다.
제목의 《BLAZBLUE》란 "Brave" (용감한), "Blaze" (화염), "Blue" (파랑)을 합쳐 만든 합성어. 이 시리즈에 걸쳐 나타나는 중요한 용어이기도 하다.

## 작품 목록
- 블레이블루: 캘러미티 트리거
- 블레이블루: 컨티뉴엄 시프트
- 블레이블루: 크로노판타즈마
- 블레이블루: 센트럴 픽션

## 행사 및 상품
2009년 6월, 《블레이블루》를 위한 공식 행사 "블루페스 2009: 라이엇 서머(ぶるふぇす 2009 -Riot Summer-)', 2010년 2월에 다시 '블루페스: 스프링 레이드(ぶるふぇす -Spring Raid-)'이 개최됐다.